# Proximity Worldwide
Proximity est le réseau du groupe BBDO, membre de Omnicom, spécialisé en publicité et marketing numérique. Proximity a été créé en 2000.
Leurs métiers : marketing interactif; mobile et réseaux sociaux; Branding; Email Marketing et eCRM; publicité interactive; segmentation; Search Marketing; planning stratégique; architecture et intégration technique.

## Histoire
Crée en 2000 à Paris, Proximity worldwide emploie 2 200 personnes dans 67 bureaux dans le monde.
Proximity Worldwide est membre du groupe Omnicom et est affilié à BBDO.
Chris Thomas, CEO de BBDO Asia, a récemment été nommé CEO de Proximity Worldwide. Il succède à Andrew Robertson, Président et CEO de BBDO Worldwide.
Quelques-uns des clients de Proximity Worldwide : BlackBerry, Frito Lay, HP, Hyatt, Johnson & Johnson, Kraft, Mars, Mercedes, Bayer, Pepsi, P&G, Western Union Holdings, Warner Music Group Digital, DHL, et Visa.

## Récompenses
Proximity Worldwide est surtout reconnue comme étant l'agence la plus primée entre 2006 et 2010 aux John Caples Awards.
Ils ont aussi obtenu le Most Awarded Agency Network aux DMA Echo Awards en 2006, 2007, 2008 et 2010.
Entre 2007–2009, ils ont aussi gagné le Big Won.